# Paskownik białosterny
Paskownik białosterny (Aegithina nigrolutea) – gatunek małego ptaka z rodziny paskowników (Aegithinidae). Występuje w północno-zachodnich, środkowo-wschodnich i południowych Indiach oraz na Sri Lance. Nie jest zagrożony wyginięciem.

## Taksonomia
Po raz pierwszy gatunek opisał George Frederick Leycester Marshall w 1876. Holotyp i inne okazy w zbiorach Marshalla pochodziły z okolic Meerut oraz Saharanpur; Hume dysponował również własną serią okazów z innych części zachodnich Indii. Autor nadał nowemu gatunkowi nazwę Iora nigrolutea.
Obecnie (2021) Międzynarodowy Komitet Ornitologiczny umieszcza paskownika białosternego w rodzaju Aegithina. Uznaje go za gatunek monotypowy, podobnie jak i inne autorytety.
Status paskownika białosternego jako gatunku był dawniej podważany. Po tym, jak kilku autorów uznało go za odrębny gatunek, pojawiły się wątpliwości co do identyfikacji okazów muzealnych. Te miały wykazywać cechy pośrednie między paskownikami białosternymi a zmiennymi (A. tiphia), między innymi w Ghatach Wschodnich, a odrębność A. nigrolutea zaczęto traktować jako niepewną. Współcześnie jest ona uznawana ze względu na stałe (niezależne od populacji) różnice w upierzeniu i głosie oraz utrzymywanie się odrębności paskowników białosternych i zmiennych, mimo że ze sobą współwystępują (są gatunkami sympatrycznymi). Ich obszary występowania nachodzą się nie tylko w północno-zachodnich Indiach, ale być może w większości zasięgu; potrzeba dalszych badań nad wymaganiami środowiskowymi paskowników. W 2015 po raz pierwszy poinformowano o gniazdowaniu przedstawicieli tych dwóch gatunków w jednym miejscu, co potwierdziło występowanie izolacji rozrodczej. Być może zmienność upierzenia paskowników białosternych ma charakter klinowy.

## Morfologia
Paskownik białosterny to stosunkowo niewielki ptak o długości ciała około 12–12,8 cm, według innego źródła około 14 cm. Masa ciała 8 samców: 11–14 g, 9 samic: 10–14 g. Wymiary szczegółowe podane w milimetrach przedstawiono w poniższej tabeli; nie jest znana liczba zmierzonych osobników.
| Płeć   | Dł. skrzydła | Dł. dzioba (od nasady w czaszce) | Dł. ogona | Dł. skoku |
| ------ | ------------ | -------------------------------- | --------- | --------- |
| samce  | 62–65        | 14–18                            | 43–47     | 17–19     |
| samice | 61–64        | 14–17                            | 45–51     | ok. 19    |

Paskowniki białosterne wyróżniają się jaskrawym żółto-czarnym upierzeniem. U samca w szacie godowej przód głowy, spód ciała i obroża mają barwę soczyście żółtą; obroża jest wąsko cienko obrzeżona. Wierzch głowy i ciała (oprócz kupra) są jednolicie czarne, kuper – białawy. Pokrywy skrzydłowe, wewnętrzne lotki II rzędu i lotki III rzędu mają białe końcówki, które tworzą dwa wyraźne paski skrzydłowe. Sterówki są czarne z różnej szerokości białymi końcówkami. U niektórych osobników zdarzają się całkowicie białe sterówki, u innych biała plama może znajdować się zaledwie na jednej sterówce (na jednej chorągiewek z boku lub ogólnie na końcu pióra). Rzadko zdarza się też, że bieli w ogonie nie ma wcale. Upierzenie samca poza sezonem lęgowym przypomina upierzenie samic ogółem i trudno wówczas ustalić płeć danego osobnika. W tej szacie ciemię jest jasnożółte, płaszcz – żółtozielony, spód ciała – jasnożółty, a skrzydła i ogon wyróżniają się większymi białymi polami. Samice w okresie lęgowym mają podobne, lecz bardziej jaskrawe upierzenie.

## Zasięg występowania
Paskowniki białosterne występują w północno-zachodnich, środkowo-wschodnich i południowych Indiach oraz na Sri Lance, gdzie obszar ich występowania ogranicza się do pasa nizin między południową a wschodnią częścią wyspy. Według szacunków BirdLife International zasięg ich występowania zajmuje około 2,37 mln km².
W Indiach obszar występowania paskowników białosternych rozciąga się od Gudźaratu (Kaććh, region Saurasztra i północna część stanu) po niektóre regiony Radżastanu, Hariany i Pendżabu, a do tego północny Madhya Pradesh, północny Uttar Pradesh i Delhi. Miejscowo występują również we wschodnich Indiach w stanach Jharkhand, Bihar i Orisa oraz w południowych i południowo-wschodnich Indiach, głównie w Andhra Pradesh, północno-środkowym i południowym Tamilnadu oraz południowej Karnatace.
Mimo doniesień o występowaniu w Bengalu Wschodnim, co najmniej do 2020 nie było wiadomo ani o okazach muzealnych pozyskanych w tamtym regionie, ani o współczesnych i udokumentowanych obserwacjach. Wówczas nie był też jasny status gatunku w Orisie i Kaććh, skąd brakowało współczesnych obserwacji. Brakuje również dowodów na występowanie w stanie Bihar obecnie, jednak w zbiorach muzealnych są pochodzące stamtąd paskowniki białosterne. Rzekomego występowania w Pakistanie (prowincje Chajber Pasztunchwa i Sindh) nie wykazano i w 2016 informacja o nim została usunięta z części checklist (eBird/Clements Checklist).

## Ekologia i zachowanie

### Preferencje środowiskowe
Paskowniki białosterne występują najczęściej w rzadkich zakrzewieniach, zagajnikach oraz gęstych zaroślach klimatu suchego i wilgotnego umiarkowanego. W północnej i zachodniej części zasięgu pojawiają się wyłącznie na nizinach, gdzie najchętniej wykorzystują zadrzewienia akacji, niskie zakrzewienia i zadrzewienia oraz wąwozy. W okolicy Delhi odwiedzają też zadrzewienia Dalbergia sissoo. W Gudźaracie preferują zakrzewienia zdominowane przez akacje, lasy z przewagą drzewa arakowego Salvadora persica oraz pola uprawne z nielicznie występującymi między nimi drzewami. W regionie Saurasztra środowisko ich życia często zdominowane jest przez akacje, S. persica, Balsamodendron mukul i Grewia asiatica. W podobnym środowisku pojawiają się w Kaććh – w tamtejszej roślinności przeważają akacje: senegalska (A. senegal), A. leucophloea i A. nilotica, kostliwka Cordia rothii, kolibła (Balanites), kapary (Capparis), głożyny (Ziziphus), Pithecellobium dulce oraz inne średniej wysokości drzewa i krzewy. Najbardziej skrajne warunki pogodowe w obrębie zasięgu paskownika białosternego występują w zachodnich Indiach: miejscami temperatura latem może dochodzić do 45 °C, zimą – spadać do 0–5 °C. Pora deszczowa trwa od grudnia do września, w letnich i zimowych miesiącach nie ma opadów. W południowych Indiach paskowniki białosterne odnotowywano do 700 m n.p.m.
Na Sri Lance w Parku Narodowym Yala paskowniki białosterne występują między innymi w suchych, otwartych ciernistych zakrzewieniach i świetlistych lasach z przewagą S. persica. W suchszych miejscach wyspy w środowisku ich życia panują warunki półpustynne. W Parku Narodowym Lunugamvehera paskowniki białosterne zamieszkują wysokie (od 5 do 12 m) zadrzewienia, wśród których gęsto rosną krzewy, w tym kolczaste. Być może ważnym kryterium przy wyborze środowiska na Sri Lance jest dostępność sezonowych źródeł wody.

### Tryb życia i zachowanie
Paskowniki białosterne prowadzą osiadły tryb życia. Brak doniesień o wędrówkach na znaczne odległości, a przynajmniej w zachodnich Indiach paskowniki zostają w tej samej okolicy cały rok. Mogą się przemieszczać na krótkie odległości poza sezonem lęgowym, jednak o tych zachowaniach nie wiadomo wiele. Zwykle żerują pojedynczo lub w parach, zarówno w krzewach, jak i na drzewach. Poza sezonem lęgowym również preferują przebywanie samotnie lub parami, choć czasem łączą się w grupy złożone z 4–6 osobników. Ze względu na podobieństwo upierzenia samców i samic poza okresem lęgowym trudno ustalić, jakie osobniki znajdują się w tych grupach. Paskowniki białosterne przeszukują kwiaty, konary, gałęzie i suchą korę; pokarmu szukają zarówno wśród zielonych, jak i wyschniętych liści. Zostają w roślinności w danym miejscu dłuższy czas, uważnie sprawdzając liście i gałęzie. Bywały obserwowane przy żerowaniu około 0,5–1 m nad podłożem, jednak prawdopodobnie nie schodzą na nie w poszukiwaniu pokarmu. Paskowniki białosterne żywią się głównie owadami (zarówno w stadium larwalnym, jak i imago) oraz innymi bezkręgowcami (w tym pajęczakami). Są to między innymi ćmy, termity, prostoskrzydłe i modliszki; wśród gąsienic wybierają również te z włoskami.

## Lęgi
Okres lęgowy paskowników białosternych w Indiach zbiega się z porą monsunową. Zniesienia przypadają głównie na czerwiec i lipiec. Cały sezon lęgowy trwa zwykle od czerwca do sierpnia lub września. Fenologia lęgów na Sri Lance nie została dobrze poznana. Pisklęta widywano w kwietniu, co sugeruje wcześniejszą porę lęgową niż w Indiach. W Kaććh obserwowano gniazdujące paskowniki białosterne jeszcze w połowie września; nie wiadomo, czy był to efekt skąpych opadów danego roku, czy ptaki przystąpiły do drugiego lęgu.
W Indiach gniazda znajdowano na wysokości od 1 do 5 m nad podłożem, jednak zwykle są umieszczone 2–3 m nad nim. Nie są zakładane powyżej 5 m nawet na wysokich drzewach z dostępnym miejscem. Na Sri Lance znaleziono raz gniazdo 8 m nad podłożem, na tamaryndowcu indyjskim (Tamarindus indica). Większość gniazd w Indiach znajduje się na akacji, jadłoszynie Prosopis cineraria lub Balsamodendron mukul, rzadziej na młodym figowcu (Ficus) lub miodle indyjskiej (Azadirachta indica). Nieczęsto paskowniki białosterne wybierają duże drzewa do gniazdowania. Swoje gniazda zawieszają w rozwidleniu gałęzi, również pionowym. Jedna z gałęzi, o którą opiera się gniazdo, często jest nim opleciona, zapewne dla dodatkowego wsparcia. Przynajmniej na Sri Lance paskowniki białosterne mogą gniazdować niecałe 100 m od paskowników zmiennych.
Zniesienie zwykle składa się z 2 lub 3 jaj. Znajdowano również zniesienia z pojedynczego jaja lub 4 jaj, jednak to wyjątkowe sytuacje. Średnie wymiary 20 jaj: 17,5 na 13,5 mm; ogółem 17,0–18,0 na 12,6–13,3 mm. Skorupa ma barwę białawą, różowawą lub jasnoszarą; pokrywają ją bardzo zmienne wzory złożone z fioletowawych, brązowych plam.
Wysiadywaniem zajmują się obydwa ptaki z pary. Ma ono trwać mniej więcej tyle, co u paskowników zmiennych – blisko 14 dni. W Kaććh obserwowano paskowniki białosterne wysiadujące około 17–18 dni. Młode klują się pokryte żółtawym puchem z wyraźniejszymi żółtymi paskami na głowie i płaszczu. Mają dziób o barwie rogu, w środku różowy. W lęgach badanych w Kaććh młode opuszczały gniazdo po 20–21 dniach życia.

## Status i zagrożenia
IUCN uznaje paskownika białosternego za gatunek najmniejszej troski (LC, Least Concern) od 1988 (stan w 2021). BirdLife International uznaje trend liczebności populacji za nieokreślony.